# Ibada
Ibadah (árabe: عبادة, ‘ibādah, também escrito ibada) é uma palavra árabe que significa serviço ou servidão. No Islã, ibadah é geralmente traduzido como "adoração", e ibadat — a forma plural de ibadah — refere-se à jurisprudência islâmica (fiqh) dos rituais religiosos muçulmanos.